# Leptotyphlops rufidorsus
Leptotyphlops rufidorsus är en kräldjursart som beskrevs av  Taylor 1940. Leptotyphlops rufidorsus ingår i släktet Leptotyphlops och familjen Leptotyphlopidae. Inga underarter finns listade i Catalogue of Life.